# Wiązownica (Basses-Carpates)
Pour les articles homonymes, voir Wiązownica.
Wiązownica est une localité polonaise, siège de la gmina de Wiązownica, située dans le powiat de Jarosław en voïvodie des Basses-Carpates.